# مات هسندريكس
مات هسندريكس (بالإنجليزية: Matt Hendrix)‏ هو لاعب غولف أمريكي، ولد في 22 يناير 1981 في أيكن في الولايات المتحدة.

## وصلات خارجية
- مات هسندريكس على موقع رابطة لاعبي الغولف المحترفين (الإنجليزية)